# بوتاکس (فیلم)
بوتاکس نخستین فیلم بلند به کارگردانی کاوه مظاهری محصول مشترک ۲۰۲۰ (میلادی) ایران و کانادا است. سوسن پرور، مهدخت مولایی، سروش سعیدی، مرتضی خانجانی و محسن کیانی بازیگران اصلی این فیلمند. این فیلم در سی و هشتمین جشنواره فیلم تورین به‌ عنوان‌ بهترین فیلم انتخاب شد. همچنین مظاهری و سپینود ناجیان نویسندگان این اثر جایزه بهترین فیلم‌نامه را دریافت کردند.
این فیلم در بیست و یکمین جشن حافظ نامزد دریافت نشان عباس کیارستمی بود و برنده جایزه بهترین بازیگر زن سینمایی شد.

## داستان
خواهران اکرم و آذر درباره ناپدید شدن برادرشان دروغی می‌گویند و وانمود می‌کنند او به آلمان گریخته است. اما این دروغ ساده کم‌کم پیچیده‌تر و سنگین‌تر می‌شود و آنها را به سوی سرنوشتی تاریک و رازآلود سوق می‌دهد.